# Etajima
Etajima (jap. 江田島市) ist eine Stadt in der Präfektur Hiroshima in Japan. Sie erstreckt sich u. a. über die Inseln Eta-jima und Nōmi-jima in der Bucht von Hiroshima
In Etajima finden der Mikan Marathon und Der Kakikaki Marathon statt.

## Geschichte
Die Stadt Etajima wurde am 1. November 2004 aus der Vereinigung der Gemeinde Etajima (江田島町, -chō) des Landkreises Aki mit den Gemeinden Nōmi (能美町, -chō), Ōgami (大柿町, -chō) und Okimi (沖美町, -chō) des Landkreises Saeki gegründet.

## Verkehr
- Straße:
  - Nationalstraße 487

## Söhne und Töchter der Stadt
- Tatsugo Kawaishi (1911–1945), Schwimmer
- Manabu Nakamura
- Yuri Nakamura (Krankenschwester)

## Angrenzende Städte und Gemeinden
- Kure